# Pisanské hory
Pisanské hory (italsky Monte Pisano) jsou hornatina, vrchovina v okolí města Pisa, v Toskánsku, ve středozápadní Itálii. Leží v provinciích Pisa a Lucca. Nejvyšší horou je Monte Serra (917 m, nachází se na ni řada telekomunikačních vysílačů). Jsou součástí Toskánských Subapenin.

## Flora
Dominantním stromem v oblasti je kaštanovník setý. Pisánské hory jsou také od jara do podzimu bohaté na houby. Nejoblíbenější jsou hřib smrkový, hřib bronzový, hřib dubový a hřib borový.